# Guts (album)
Guts (gestileerd als GUTS) is het tweede album van de Amerikaanse singer-songwriter Olivia Rodrigo. Het album verscheen op 8 september 2023 bij Geffen Records.  

## Achtergrond
Rodrigo bracht in 2021 haar debuutalbum Sour uit na het wereldwijde succes van haar single 'drivers license'. Dat album werd goed ontvangen door recensenten en goed beluisterd door het publiek. De derde single 'Good 4 U' bezorgde Rodrigro een tweede hit (na 'drivers license') en ze won verschillende prijzen, waaronder drie Grammy Awards. Door deze successen waren de verwachtingen hooggespannen voor een volgend album.
Op het album werkt Rodrigo opnieuw samen met Dan Nigro, met wie ze ook aan Sour had gewerkt.

## Release
Rodrigo kondigde in juni 2023 aan dat ze een tweede album zou uitbrengen. De eerste single Vampire verscheen in dezelfde week als de aankondiging.
In de aanloop naar het verschijnen van het album werd de lengte van het album bekend. Op sociale media werd de kritiek geuit dat 39 minuten te kort is, al wezen muziekkenners erop dat de lengte van het album niet afwijkt van albums die vroeg op vinyl verschenen.

## Ontvangst
Het album werd uiteindelijk positief ontvangen. De muziek is een afwisseling van stevige rock en gevoelige ballads, soms binnen hetzelfde nummer. Het centale thema is de chaotische levensfase van een 20-jarige.

## Tracklist
| 1.                 | All-American Bitch            | Olivia Rodrigo, Daniel Nigro   | Nigro                                | 2:45 |
| 2.                 | Bad Idea Right?               | Rodrigo, Nigro                 | Nigro                                | 3:04 |
| 3.                 | Vampire                       | Rodrigo, Nigro                 | Nigro                                | 3:39 |
| 4.                 | Lacy                          | Rodrigo, Nigro                 | Nigro                                | 2:57 |
| 5.                 | Ballad of a Homeschooled Girl | Rodrigo, Nigro                 | Nigro                                | 3:23 |
| 6.                 | Making the Bed                | Rodrigo, Nigro                 | Nigro                                | 3:18 |
| 7.                 | Logical                       | Rodrigo, Nigro, Julia Michaels | Nigro, Linvill                       | 3:51 |
| 8.                 | Get Him Back!                 | Rodrigo, Nigro                 | Nigro, Alexander 23, Ian Kirkpatrick | 3:31 |
| 9.                 | Love Is Embarrassing          | Rodrigo, Nigro                 | Nigro                                | 2:34 |
| 10.                | The Grudge                    | Rodrigo, Nigro                 | Nigro, Linvill                       | 3:09 |
| 11.                | Pretty Isn't Pretty           | Rodrigo, Nigro, Amy Allen      | Nigro                                | 3:29 |
| 12.                | Teenage Dream                 | Rodrigo, Nigro                 | Nigro                                | 3:42 |
| Totale duur: 34:46 |                               |                                |                                      |      |